# Yves Lévêque
 (novembre 2011).
Si vous disposez d'ouvrages ou d'articles de référence ou si vous connaissez des sites web de qualité traitant du thème abordé ici, merci de compléter l'article en donnant les références utiles à sa vérifiabilité et en les liant à la section « Notes et références ».
Pour les articles homonymes, voir Lévêque.
Yves Lévêque est un artiste français né le 2 janvier 1937 à Boulogne-Billancourt, de mère nord-américaine et de père français.

## Biographie

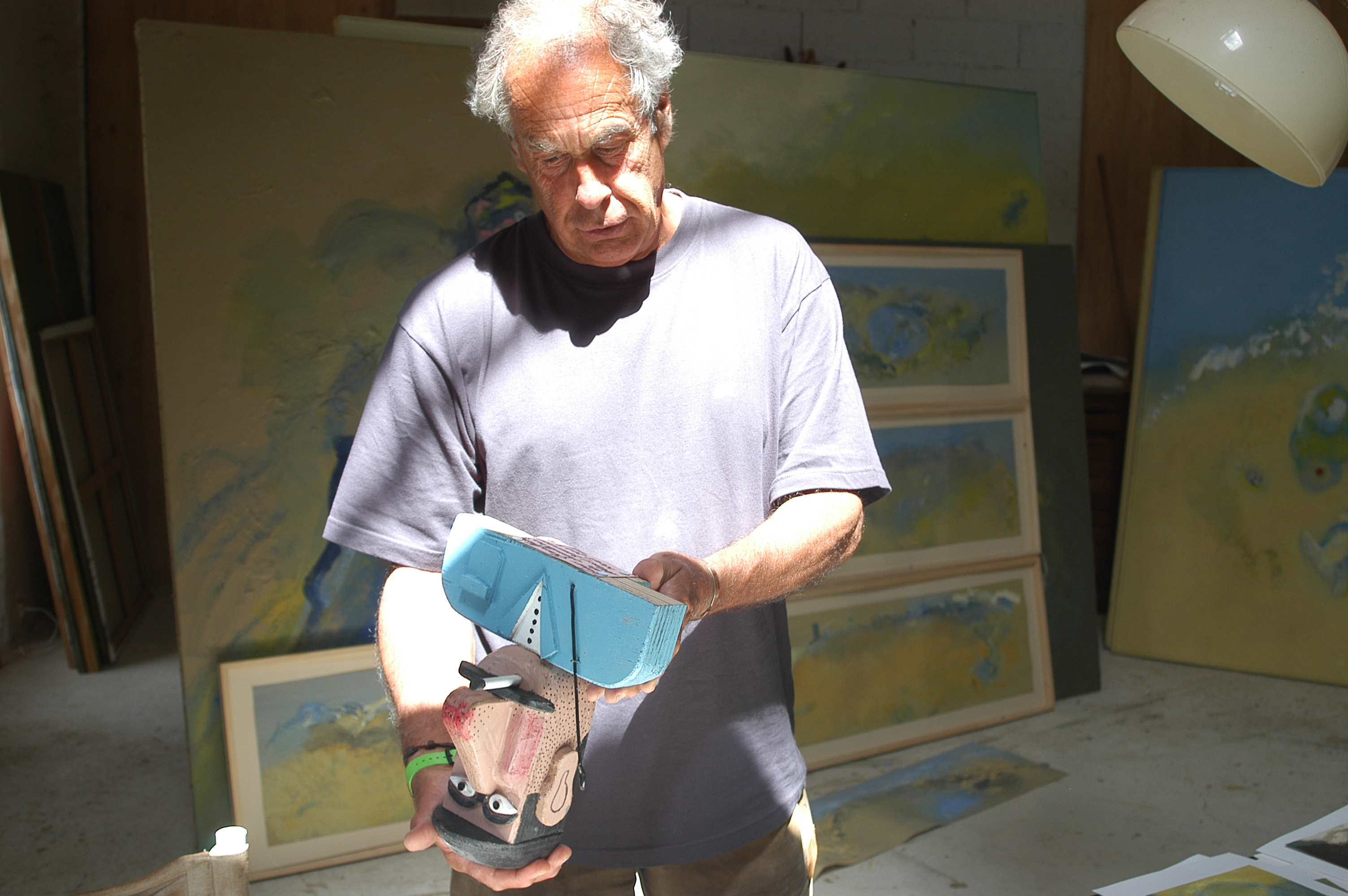
Yves Lévêque

Après des études secondaires il s'engage dans la peinture dès 1962 en pur autodidacte. Il rencontre alors un grand nombre de philosophes parmi lesquels François Châtelet, Gilles Deleuze, et Kostas Axelos, qui deviennent des amis; ainsi que des auteurs comme Julien Green, Jean Paulhan, Giuseppe Ungaretti.
Il quitte Paris en 1967 pour la campagne où il demeure jusqu'à ce jour, car son "locus patriae" est le champ, la terre, les oiseaux ou les insectes.
Sa première galerie fut celle d'Henriette Gomès, la marchande de Balthus puis des Clarac, et la Galerie du Dragon. 
S'ensuivent toute une série d'expositions dans les galeries, les salons et les musées.
Ses expositions à la Galerie Jacques Bailly, Daniel Gervis et maintenant la Galerie Guillaume, eurent des préfaciers exceptionnels: Michel Tournier, François et Noëlle Châtelet, Germain Viatte, etc.
"Le cheminement d'Yves Lévêque est d'une rare cohérence. Tout ramène au centre même de sa méditation: la terre. Pour cet artiste exigeant, ce thème, toujours repris sous mille facettes différentes, est d'une richesse inépuisable: le miroir du monde. Cette peinture a la transparence blonde et nacrée de la lumière; des champs elle a la densité, le poids, une certaine qualité granuleuse, presque tactile. Elle est aussi peinture de silence et d'apparente immobilité, d'un lyrisme grave d'autant plus émouvant, qu'il est exactement contrôlé." Michel Tournier

## Expositions personnelles
2014
- Yves Lévêque / Thierry des Ouches, Peintures et photographies récentes, Galerie Guillaume, Paris[2]

2013
- L'arbre creux, Palais Bénédictine, Fécamp (Seine-Maritime)[3]

2011/2012
- Imago, Galerie Guillaume, Paris[4]

2009
- Lepus, Galerie Guillaume, Paris

2007
- A fleur de terre, Galerie Guillaume, Paris

2006
- Terres Neuves, Galerie Guillaume, Paris

2002
- Chauffaison, musée de l'Ancien Evêché, Evreux, Eure

2000/2001
- Plaine Terre, Le Compa, Chartres, Eure-et-Loir

1999
- Exposition de dessins peints, Galerie Nicolas Deman, Paris
- Centre Culturel J.P. Fabrègue, Saint-Yrieix-la-Perche, Haute-Vienne
- Galerie Lambert Rouland, Paris
- Château Malromé, Gironde

1998
- Espace Saint-Laurent, Verneuil-sur-Avre

1995
- Galerie Lambert Rouland, Paris

1992
- Galerie Jacques Bailly, Paris

1991
- Fondation de Pontgirard, Orne

1989
- Galerie Eolia, Paris

1986
- Musée de Chartres, Eure-et-Loir

1979
- Des Oiseaux, Manuel Canovas

1978
- Musée de Chartres, Eure-et-Loir

1977
- Galerie Saint-Paul, Paris
- Galerie Henriette Gomès, Paris

1976
- Galerie Farber, Bruxelles, Belgique[5]

1975
- Galerie Daniel Gervis, Paris

1974
- Maison de la Culture de Rennes, Ille-et-Vilaine
- Galerie Cour Saint-Pierre, Genève, Suisse

1969
- Galerie du Dragon, Paris

1964
- Galerie Lefranc, Paris

## Expositions Collectives
Salon de la Jeune Peinture, Biennale de Paris, Foire de Bâle, Biennale de Menton, Salon des Réalités Nouvelles, Foire d'Art actuel, musée d'Ostende (Belgique), Galerie du Dragon, Galerie Louis Carré.

## Collections Publiques
- Musée d'art moderne de la ville de Paris
- Musée Cantini, Marseille
- Centre National d'Art Contemporain (CNAC), Paris
- Centre Pompidou, Paris
- Musée des beaux-arts de Chartres
- Bibliothèque nationale de France, Paris

## Textes et Média
Préfaces écrites de Michel Tournier, Gilles Deleuze, François et Noëlle Châtelet, Germain Viatte, Daniel Janicot, Jacques Damase, Alain Lévêque, Guislaine Hussenot, Yvonne Brunhammer, Sylvie Douce de la Salle, Jean-Marie Baron.
- 1979 : Peintres de notre temps, Fenêtre sur...Yves Lévêque, Sylvie Genevoix, Michel Lancelot, Antenne 2
- 1982 : Radioscopie, d'Yves Lévêque par Jacques Chancel, France Inter
- 1986 : La malle des Indes, Michel Lis, France Inter
- 1989 : Le territoire du peintre, Denis Cheissoux, France Inter
- 1995 : Style, Elsa Klench, CNN
- 2006 : Yves Lévêque, par Brigitte Rivoire, France 3
- 2007 : Yves Lévêque : A fleur de terre : 1962-2007, quarante ans de peinture[6]